# كلوديا هوفمان
كلوديا هوفمان (بالألمانية: Claudia Grunwald)‏ هي منافسة ألعاب القوى ألمانية، ولدت في 10 ديسمبر 1982 في Nauen ‏ في ألمانيا.

## وصلات خارجية
- كلوديا هوفمان على موقع الاتحاد الدولي لألعاب القوى (الإنجليزية)
- كلوديا هوفمان على موقع أوليمبيديا (الإنجليزية)